# مارتا لوسیا رامیرس
مارتا لوسیا رامیرس (انگلیسی: Marta Lucía Ramírez) ; (۴ ژوئیه ۱۹۵۴) وکیل، سیاستمدار و معاون رئیس‌جمهور منتخب کلمبیا، ایوان دوکه، است. رامیرس، بعنوان سناتور کلمبیا در سال ۲۰۰۶ انتخاب شد و مجوزهای قانونی را برای مجاز بودن زنان برای دستیابی به درجه ژنرال در نیروهای نظامی کلمبیا ارائه داد.